# Georges Daux
Georges Daux, född den 21 september 1899 i Bastia, död den 23 december 1988 i Paris, var en fransk klassisk filolog och arkeolog, som framför allt vann världsrykte som epigrafiker.
Daux studerade vid Écoles normales supérieures och – med avbrott för en period som soldat mot slutet av Första världskriget – vid École française d’Athènes i Aten. År 1927 blev han professor i grekiska vid universitetet i Dijon. Läsåret 1944/45 fungerade han som universitetets rektor och flyttade sedan till Sorbonne i Paris. År 1950 återvände han till Aten och blev direktor för École française d’Athènes. År 1969 gick han i pension. År 1953 blev han ledamot av American Philosophical Society, 1964 korresponderande och 1969 utländsk ledamot av Deutsche Akademie der Wissenschaften (i DDR) samt 1971 i Académie des inscriptions et belles-lettres. Dessutom var han kommendör i Hederslegionen. År 1974 förärades han festskriften Mélanges helléniques offerts à Georges Daux.